# George Mihalka
George Mihalka (Hungría, april 1 1953) es un director de cine y televisión canadiense, de origen húngaro.

## Biografía
Nacido en Hungría, Mihalka ha desarrollado su trayectoria como director en Canadá desde comienzos 
de los 80; su segunda película fue San Valentín sangriento (My Bloody Valentine), historia terrorífica que años después conocería una nueva versión rodada en el formato 3D: My Bloody Valentine; al mismo género de terror y suspense pertenecen The Blue Man, con Karen Black y El faro, con Tom Berenger. Ha dirigido después diversos telefilmes como El expreso de Pekín, una Aventura del agente Harry Palmer protagonizada por Michael Caine y Mia Sara, y episodios de series de televisión como El autoestopista o La tapadera.

## Filmografía parcial

### Director
- Pinball Summer (1980)
- San Valentín sangriento (My Bloody Valentine, 1981)
- Scandale (1982)
- The Blue Man (1985)
- Fiesta en la oficina (1988) (también productor)
- Straight Line (1990)
- Psychic (1991)
- La Florida (1993)
- El secreto de Adam (1994)
- Una mujer bajo sospecha (1995)
- El expreso de Pekín (1995) (TV)
- Thunder Point (1998) (TV)
- Dr. Lucille (2001) (TV)
- El faro/El hombre del faro (2002)
- Undressed (2002) (TV)
- Charlie Jade (2005) (TV)
- Les Boys IV (2005)
- Race to Mars (2007)
- Sticks and Stones (2008)
- Faith, Fraud, & Minimum Wage (2010)

### Guionista
- Campo de espinas (1989)